# 富山市立上滝小学校
富山市立上滝小学校（とやましりつ かみだきしょうがっこう）は富山県富山市にある公立小学校。

## 沿革
- 1873年 - 創立[2]。
- 1912年 - 尋常高等小学校となる[3]。
- 1944年 - 高等科生徒、富山地方鉄道へ学徒勤労動員[4]。
- 1945年 - 不二越鋼材工業（現・不二越）が上滝国民学校講堂へ疎開[4]。
- 1949年 - 学校給食開始[5]。
- 1953年 - 新校舎落成[5]。
- 1967年 - 岡田分校廃校[6]。
- 1981年4月 - 新校舎第1期工事4,396坪（14,507m2）完工[7]。2
- 1982年1月 - 新校舎第2期工事2,144坪（7,075m2）完工[7]。
- 2015年9月から2017年3月まで - 校舎大規模改造（その1）主体工事を実施、鉄筋コンクリート造3階建て延床面積3,400m2の校舎が改修[8]。
- 2018年7月から2019年10月まで - 校舎大規模改造（その3）主体工事を実施、鉄筋コンクリート造3階建て延床面積2,130m2の体育館が改修[9]。

## 通学区域
大山上野、新上野、上滝緑町、上新町、上滝東新町、上滝東町、六間町、大山北新町、中町、川端町、中滝、三室荒屋、中滝団地、中ノ寺団地、新栄町、新曙町、文珠寺、東小俣、西小俣、長瀬、手出、赤倉、河内、 小原、穏土、安蔵、新町、岡田、中番（45,48,49,53,54、字小杉割 107 の 1,109の 1,109の 4,110の 1, 111の 1、字桑原割 522の 1～657、字草履田割 658～723の 2（686の 1,714,719,720の 1,720の 2,721, 722 の 1,722の 2,723の 1を除く））、大山松木、牧、才覚地、水須、中地山

## 進学先
- 富山市立上滝中学校

## 周辺
- 富山県道35号立山山田線

## 著名な出身者
- 村井宗明（政治家、元衆議院議員）